# Celtis gomphophylla
Celtis gomphophylla là một loài thực vật có hoa trong họ Cannabaceae. Loài này được Baker mô tả khoa học đầu tiên năm 1887.